# Fanteakwa
Fanteakwa är ett distrikt i Ghana.   Det ligger i regionen Östra regionen, i den södra delen av landet, 90 km norr om huvudstaden Accra. Antalet invånare är 88 075. Arean är 1,1 kvadratkilometer.
Terrängen i Fanteakwa är platt.